# HLE 27

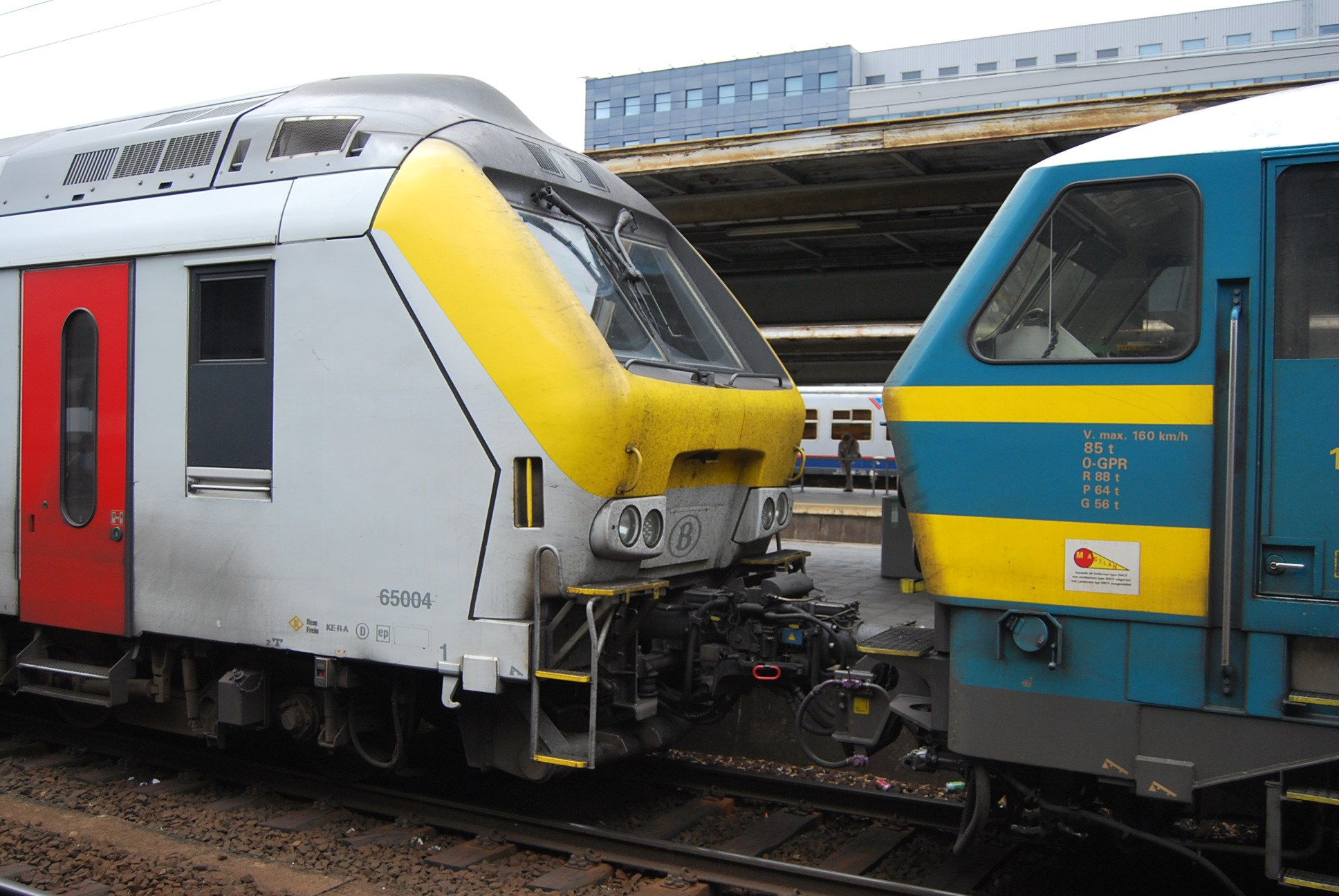
M6 aan een HLE 27 met de GF-koppeling.

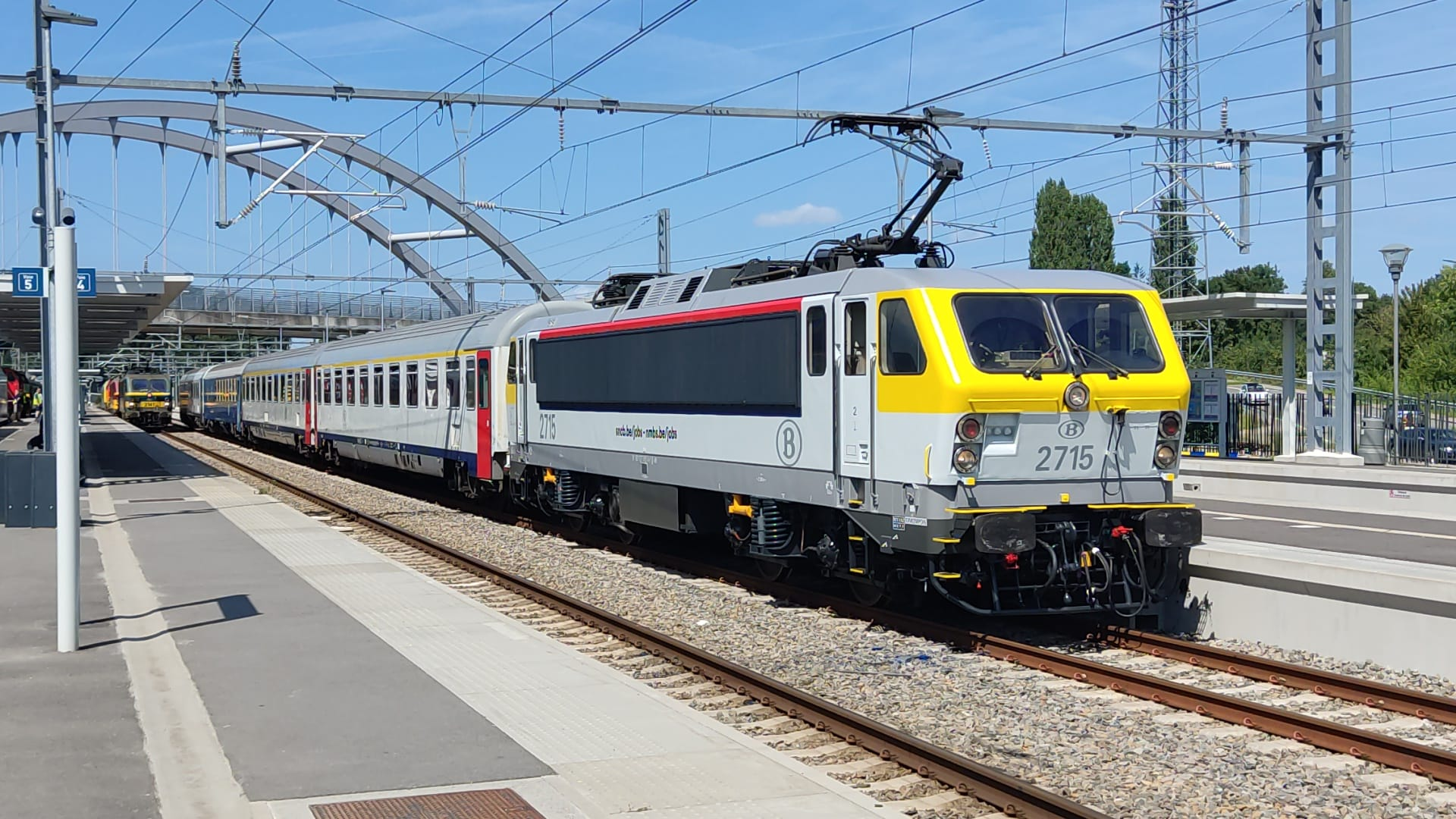
HLE 27 in nieuwe kleurenstelling

De locomotief reeks 27 is een type elektrische locomotief dat sinds 1981 wordt ingezet door de NMBS, voor zowel passagiers- als goederentreinen.
Deze locomotieven zijn technisch bijna identiek aan de latere reeksen 11, 12 en 21. Als grootste verschil hebben deze laatste 3 reeksen slechts 2/3 van het motorvermogen van de reeks 27.
Er werden in de jaren 1980 60 locomotieven van dit type gebouwd, namelijk 2701 tot en met 2760. 
Locomotief 2711 trok in 1991 een trein van 70 rijtuigen, en verbrak hiermee het oude record uit 1989 van 60 rijtuigen getrokken door de Nederlandse locomotief 1607.
Sinds 2006 worden alle locomotieven omgebouwd met MUX, hierdoor kunnen ze in trek-duw rijden met M6- en I11-rijtuigen. De locomotieven genummerd 2742 tot 2760 hebben naast MUX ook een automatische koppeling (GF-koppeling) aan één zijde. Enkele M6-stuurrijtuigen zijn hiermee ook uitgerust aan de frontzijde. Locomotief 2711 kreeg in 2011 een pantograaf van een HLE 18 als test, omdat de pantograaf heel gevoelig moet zijn voor 3 kV. De HLE 27 rijdt ook met M4- en M5-stuurrijtuigen sinds die uitgerust zijn met MUX. 
De HLE 27 wordt voornamelijk ingezet op IC- en P-diensten, bijna altijd in combinatie met M4, M5 of M6-stammen. Vooral op de IC's tussen Antwerpen, Brussel en Charleroi komen ze vaak voor. De stelplaats van de HLE 27 is Kinkempois.
Tijdens de dienstregeling 2025 kan men de HLE 27's vinden op verbinding IC-13 en verschillende P-treindiensten van/naar Schaarbeek en Brussel-Zuid.
In samenwerking met het Toerisme en Spoorpatrimonium, werd de 2715 in New Grey gespoten en ingezet voor treinverkeer. 
Begin 2023 zijn enkele locomotieven (2707, 2731) doorverkocht aan Certus Rail Solutions, een dochteronderneming van Strukton Rail. De bedoeling is om deze HLE27-locomotieven in te zetten op het Belgische spoorwegnet totdat ETCS verplicht is. Daarna zal er wellicht uitgekeken worden naar jongere locomotieven.
De HLE 18-locomotieven vervangen deze reeks 27 stelselmatig in de samenstellingen waarin deze gebruikt werden (vooral met M6-dubbeldeks- en I11-enkeldeksrijtuigen).

## Techniek
Een thyristor-chopper van ACEC zet de bovenleidingsspanning van 3000 V= om in 1250 V= die aan de tractiemotoren (ACEC type LE 921 S) gevoed wordt. De chopper gebruikt hierbij een vaste frequentie van 150 Hz die bij het vertrek waarneembaar is als een zoemend geluid.

## Schaalmodellen
- Locomotief 2735 werd in 1985 op schaal HO (1/87) nagemaakt door de firma Lima.
- Verschillende fabrieksnummers werden geproduceerd door LS Models op schaal HO (1/87). Deze zijn duurder dan de Limamodellen, maar bevatten scherpere details.